# Tomaž Šalamun
Tomaž Šalamun (Horvátország, Zágráb, 1941. július 4. – Ljubljana, 2014. december 27.) kortárs szlovén költő. Nyugat-Európában és főként az Egyesült Államokban a legismertebb kelet-európai művészek egyike. Idehaza sem ismeretlen, hiszen magyarul is megjelentek művei.

## Életpályája
Apja gyermekorvos, anyja művészettörténész és könyvtáros, Katarina nővére műfordító, irodalomtörténész és esszéista, Jelka húga biológia tanárnő, a bátyja Andraž pedig elismert festő, úgyhogy az intellektuális családi környezet kifejezetten hatással volt költői pályájára.
Születése után néhány évvel szülei Ljubljanába költöztek, ahol elvégezte az általános iskola első osztályát, majd egy évig Mostarban volt és utána az érettségiig a tengermelléki Koperben folytatta tanulmányait.
1965-ben Ljubljanában diplomázott művészettörténelemből. Majd 1969-ben az itteni Modern Galériának volt a tudományos munkatársa, 1971-ben pedig a Képzőművészeti Egyetemnek asszisztense. Egy általános iskolában angoltanár is volt. Egy idő után önálló szabad művészként élt Ljubljanában, miközben amerikai egyetemeken tartott előadásokat a kreatív írásról.
1964-ben megjelent ironikus és provokatív Duma című verse, valamint a Perspektiva folyóiratnál – mely politikai és társadalmi ellenállásáról volt híres – betöltött felelős szerkesztői szerepe miatt pár napra börtönbe zárták.
1970-ben 3 hónapos kisdoktori képzésen vett részt Pizzában. Ez év júliusában a New York-i Modern Művészetek Múzeuma (MOMA) hívta meg mint az OHO társulat tagját, amely a konceptuális és a konkrét költészet kifejlesztésével foglalkozott, ahol 1 hónapot töltött. 1971-ben az amerikai Iowa Egyetemre hívták meg (International Writing Program 1971-72-es tanév). Egy darabig mint doktorandusz hallgató folytatott ott tanulmányokat az összehasonlító irodalomtudomány tanszéken. Később az amerikai Yaddo művészeti kolóniák meghívására még háromszor két hónapra volt az USA-ban (1974, 1979, 1986), ahol ideális lehetősége volt a versírásra (legtöbb versét külföldön írta). Ekkor jutott el Mexikóba, ahol friss lendülettel írta versesköteteit és ahova gyakran szívesen vissza is tért. Érdekes, hogy már az 1969-ben írt verseiben megjelenik a Iowa kifejezés, anélkül, hogy tudta volna mit jelent és hol van ez. Ezen az útján ismerkedett meg Metka Krašoveccel (elismert szlovén festőnő), aki teljesen megváltoztatta életét és később össze is házasodott vele.
Amerikában ismerkedett meg a beat-költészettel és a lingvisztikus iskolával és rajtuk keresztül fogadta be a dadaizmust, szürrealizmust és a pop-artot. Költészete a fantázia játékán alapul, amely asszociálisan ide-oda csapong a nem-szisztematikus mindennapi élettapasztalatok apróságai között és az önéletrajzi tények között, valamint a különféle költői nyelvezetek, képzőművészeti alkotások, mitológiai és vallási ikonográfiák között. Egyik kritikusa az ironikus-miszticizmus kifejezéssel jellemezte költészetét. Mindezeket az elemeket pedig, mint egy utazó világpolgár fogadja magába, hogy személyesen feldolgozott élményeit enciklopédikus módszerességgel alakítsa szavakká és ezzel modernizálja a szlovén nyelvet.
Az 1986-87-es tanévben Fulbrightbe kapott ösztöndíjat. Vendége volt macdowelli művészeti kolóniák new hampshirei szövetséges államainak, mint a Poetry Society of Amerika vendége pedig felolvasói turnét tartott az USA déli részén és New Yorkban. 1990-95 között nem írt verset. Előtte ugyanis 18 napon át öntötte magából a verssorokat, míg teljesen ki nem merült és majdnem kórházba került. Megátkozta egy időre a költészetet, mert benne látta magánéletének a legfőbb baját. Ekkor más úton próbált pénzt keresni. 1996 és 1999 között az Amerikai Szlovén Konzulátus kulturális attaséja volt. 1999-ben nyerte el az egyik legjelentősebb szlovén költészeti elismerést a Prešeren-díjat.
1963-64 között jelentek meg első versei, melyek forradalmi változást hoztak a szlovén költészet életébe és akinek még most se tudják „megbocsátani” a Póker kötetből való következő sorait: „Törzsem látványa elfárasztott, és kivándoroltam”. Első versesköteteiben, mint a Póker (1966; 1988) és a Pelerin szándéka (1968) ironikus és paródikusan játékos, igyekszik megszabadulni a hagyományosan ideális és esztétikai korlátoltságoktól, a felszabadult és bátor magatartás mellett foglal állást, ellenáll a lelkesüléstől mentes kisstílűségnek és kitágította a költői és nyelvészeti elemek megengedett határait. A hetvenes évekbeli köteteiben pedig a szokatlan és az ellenőrizhetetlen dolgok előtt tárulkozott fel és a nyitottságon és a világ végtelen változatosságai iránti érzékén keresztül szemlélte a szlovén életmódot, történelmet és jövőt. Itt újrafogalmazta a költő szerepét és helyzetét, aki mint alkotóművész az én és a felfoghatatlan között tölt be közvetítő szerepet. Az 1980-as évek után és a Dél-Amerikában élő indiánok ősi civilizációjával való megismerkedése után lobbanékony (eruptív) költészete egy mélyebb reflexióban, lelkiségben és érzésben nyugodott meg. Versei az elveszettség és az áldozat fájdalma járja át, küzdelemmel teli hűséggel, saját nyilvános másával dialogizálnak.
Tomaž Šalamun a szlovén modernista költészet kiemelkedő alakja és az elmúlt 20 év számos költőjének az atyja, akit napjainkban a világ 10 legbefolyásosabb költői között tartanak számon Amerikában és másutt a világon, amint ezt már számos idegen közlemény is megírta. Legújabb versesköteteinek a nyelvezetét a legtisztább absztrakcióig radikalizálta, ahová legkönnyebben csak a beavatottak képesek követni, a hagyományos költészet kedvelőit pedig elképeszti a már asszociáció útján is alig egybeilleszthető szavak összekapcsolásával.
A frissessége és az eddig megjelent 35 verseskötetének a költészethez való kompromisszummentes ragaszkodásával nagy hatással volt a fiatalabb szlovén és a világ más költőire, ugyanakkor verseinek számos idegen nyelvű fordítása is (45 kötet) nagy visszhangot fejt ki. A New Yorkban kiadott The Selected Poems of Tomaž Šalamun antológia kötete is említésre méltó, hiszen ezzel zenitjét érte el Šalamun csillaga. Ugyanis az Ecco’s of Modern European Poetry sorozatkötetében jelent meg.
- Amerikában a Harcourt Poublishnál az idén legújabb, szlovénul még meg nem jelent kötetének (Kék oszlop – Sinji stolp) már több mint 1700 előfizetője van.

## Magyar nyelvű verseskötetei
- Póker. Versek; vál. Gállos Orsolya, ford. Csordás Gábor et al.; Jelenkor, Pécs, 1993 (Kiseurópa sorozat)

- Megrozsdáll a szerelem, ha követelik; vál. Tomaž Šalamun, Lukács Zsolt, ford., jegyz. Lukács Zsolt; Bábel, Bp., 2006
- Arkhilokhosszal a Kikládokon. Válogatott versek, 2001-2007; ford., jegyz. Lukács Zsolt; Napkút, Bp., 2007[9]

- Almafa. Válogatott versek, 1966-2006; ford., jegyz. Lukács Zsolt; Ráció, Bp., 2008[10]
- Ballada Metka Krašovechez; ford. Lukács Zsolt; Lukács Zsolt, Nagykanizsa, 2015

## Szlovén nyelvű verseskötetei
- Póker – Poker (1966, 1988, 2000)
- A pelerin szándéka – Namen pelerine (1968, 1993)
- Atollacskakacsafarkatvág (Más szerzőkkel)- Pericarežeracirep (1969)
- Zarándoklat Maruškáért – Romanje za Maruško (1971)
- Fehér Ithaka – Bela Itaka (1972)
- Amerika (1972, 2000)
- Aréna – Arena (1973)
- Sólyom – Sokol (1974)
- Turbinák – Turbine (1975)
- Imre (1975)
- Druidák – Druidi (1975)
- Ünnep – Praznik (1976)
- Csillagok – Zvezde (1977)
- Az angyal metódusa – Metoda angela (1978)
- A fény történelme narancssárga – Zgodovina svetlobe je oranžna (1979)
- A vadak nyomában – Po sledeh divjadi (1979)
- Versek – Pesmi (1979)
- Maszkok – Maske (1980)
- Ballada Matka Krašovechez – Balada za Metko Krašovec (1981, 2004)
- A fény analógiája – Analogije svetlobe (1982)
- Hang – Glas (1983)
- Szonett a tejről – Sonet o mleku (1984)
- Soy realidad (1985)
- Ljubljanai tavasz – Ljubljanska pomlad (1986)
- Az idő mértéke – Mera časa (1987)
- Eleven seb, élő nedv – Živa rana, živa sok (1988)
- A gyermek és a szarvas – Otrok in jelen (1990)
- Márk háza (novellák) – Hiša Markova (1992)
- A nap igéi (válogatott versek) – Glagoli sonca, izbrane pesmi (1993)
- Ámbra – Ambra (1995)
- Fekete labod – Črni labod (1997)
- Könyv testvéremnek – Knjiga za mojega brata (1998)
- Tenger – Morje (1999)
- Erdő és kelyhek – Gozd in kelihi (2000)
- Táblák (Table 2001)
- Onnét (Od tam 2003)
- Arkhilokhosszal a Kikládokon (Z Arhilokom po Kikladih, 2004)
- Napfogat (Sončni voz, 2005)
- Szürke torony (Sinji stolp, 2007)
- Két testvér egyazon ajtón át (Dva brata skozi ista vrata, 2007)
- Dadus meglátogat sehonnan, mint egy hal (Njanja me od nikoder obišče kot riba, 2008)
- Jéghideg mesék (Mrzle pravljice, 2009)
- Az oroszlán fejét a fél pofájáig ledörgöltem, majd abbahagytam (Levu sem zribal glavo do pol gobca, potem sem nehal , 2009)
- Évszak ( Letni čas, 2010)
- Opera buffa, 2011
- MIKOR - válogatott versek (KDAJ - izbrane pesmi 2011)
- Lélegzet (Dih, 2013)
- Szemölcs (Molusk, 2013)
- Csecsemők (Dojenčki, 2014)
- Orgiák (Orgije, 2015)
- Az, ki tappancsát felemeli, alszik (Ta, ki dviga tačko, spi, 2015)
- Suttogások (Válogatta és illusztrálta Metka Krašovec) (Šepetanje, izbor in ilustracije Metka Krašovec, 2016)
- Halál utáni küzdelem (Posmrtni boj, 2018)
- Reggel  (Hagyatékból előkerült 6 verseskötet) Jutro (šest zbirk iz zapuščine, 2018)
- Bármit is öleltem, elillant (Vse, kar sem objel, ušlo – izbor pesmi med 2013-2014 (2019) Posebna izdaja ob 5. obletnici smrti T. Š.
- És mindent hó borított (In povsod je bil sneg = And all around there was snow, 2021)

## Magyar nyelvű folyóiratokban megjelent versei
- 1749 Online folyóirat 2024. 09. 30. (A hal)  https://1749.hu/szepirodalom/vers/tomaz-salamun-a-hal.html
- Új Forrás 2012/02 (Parataxis) https://issuu.com/ujforras/docs/ufo12_2_ok?mode=window&backgroundColor=%23222222
- Napútonline 2024. 01. 10. (Sírfelirat)  http://www.naputonline.hu/2024/01/10/tomaz-salamun-sirfelirat/
- Kalligram 2010/12. XIX. évf. 2010. december

- Magyar Műhely 2006/2 (139)
- Parnasszus tél (2004/4)
- Korunk (2005. február – , )
- Árgus (2005. március: interjú, versek, esszé – [halott link], [halott link], [halott link])
- Dunatükör (2005. febr.-ápr.: )
- Napút (2005. április:  2006. jan.-febr.: )
- Szkholion (2005. május)
- Híd (2005. május)
- Üzenet tavasz (2005/1 )
- Helyzetember (2005. július www.helyzetember.hu)
- Zempléni múzsa (2005. nyár V. évfolyam 2. (18.) szám [halott link])
- Vár Ucca Műhely (2005. 2. szám) (2023/4. 82. szám)  https://www.muveszetekhaza.hu/public/media/content/documents/5574d383656cd052b0e7f01122d6e8f93a8d2894.pdf
- Műhely folyóirat, Győr (2005. október) A folyó (www.freeweb.hu/gymuhely)
- Látó (2005. október )
- Pannon Tükör 2005/6.
- Szőrös kő: 2005/10.
- SPANYOLNÁTHA 2005 - https://arhiv.spanyolnatha.hu/archivum/szloven_atplanta/8/szepirodalom/toma-alamun/426/
- SPANYOLNÁTHA 2006 (Esszé T. Šalamun Napfogat című kötetéről) - https://arhiv.spanyolnatha.hu/archivum/szekesfehervar/14/essze/lukacs-zsolt-tomaz-salamun-koteterol-/783/
- Nagyvilág 2006. febr.: újabb versek, interjú (PDF)
- Ezredvég, 2006. május
- Jelenkor 2002. év 45. évfolyam 2. szám
- Symposion, 2005. 0044-0046[halott link][halott link]
- Tiszatáj 1992/10
- Alföld 1975/3

## Angol nyelvű irodalma
- http://www.lyrikline.org/index.php?id=59&L=3&author=ts00&cHash=6bf129b1d6
- https://web.archive.org/web/20100109031637/http://slovenia.poetryinternationalweb.org/piw_cms/cms/cms_module/index.php?obj_id=5045
- https://web.archive.org/web/20070824030211/http://www.powells.com/biblio?PID=27473&cgi=product&isbn=0156032058
- https://web.archive.org/web/20110520000514/http://www.powells.com/s?author=Tomaz%20Salamun
- https://web.archive.org/web/20080410144931/http://books.guardian.co.uk/review/story/0,12084,1226354,00.html
- https://web.archive.org/web/20080406062244/http://books.guardian.co.uk/poetry/features/0,12887,1227126,00.html
- https://web.archive.org/web/20070101095816/http://bostonreview.net/BR25.2/Salamun.html
- https://web.archive.org/web/20061231234122/http://www.traktor.cz/twisted/ballad.html
- https://web.archive.org/web/20060223054238/http://search.barnesandnoble.com/booksearch/isbnInquiry.asp?userid=0LB0P7W7XX&isbn=8086264122&itm=1
- https://web.archive.org/web/20050221023249/http://www.ljudmila.org/litcenter/avstralija/intro.html